# Ответь мне
«Ответь мне» (итал. Rispondetemi) — канадский короткометражный фильм 1992 года режиссёра Леи Пул. Входит в сборник короткометражных фильмов «Монреаль глазами…» (фр. Montréal vu par).

## Сюжет
Кабриолет разбивается на мосту. Из двух подруг выживает только одна. Её везут в автомобиле скорой помощи в больницу. Врачи проводят реанимацию. Женщина, на грани потери сознания. Она видит, как в окнах проплывает Монреаль, вспоминает моменты своей жизни от рождения до трагедии. Детский дом, удочерение, отношения с приёмными матерью и отцом, любовь, — врачи с трудом поддерживают её жизнь.

## В ролях
- Анн Дорваль
- Сильви Лего[фр.]
- Марсель Готье[фр.]
- Элиза Гибо[фр.]
- Карин Мерсье